# 群馬県道・福島県道1号沼田檜枝岐線
群馬県道・福島県道1号沼田檜枝岐線（ぐんまけんどう・ふくしまけんどう1ごう ぬまたひのえまたせん）は、群馬県沼田市から福島県南会津郡檜枝岐村に至る主要地方道（群馬県道・福島県道）である。

## 概要
群馬県沼田市上之町から尾瀬国立公園内を経由して福島県南会津郡檜枝岐村燧ヶ岳までを結ぶ主要地方道である。現在、群馬県と福島県を直接結んでいる唯一の道路である。
国立公園内の大清水小屋前駐車場（片品村戸倉） - 一ノ瀬休憩所 - 三平峠 - 尾瀬沼 - 沼山峠 - 御池駐車場（檜枝岐村燧ケ岳）は一般車の通行が通年で禁止されている。その中でも一ノ瀬休憩所 - 沼山峠は高山植物の保護のため木道となっており、歩行者のみが通行可能である。木道区間を挟む群馬県側の大清水小屋 - 一ノ瀬休憩所と福島県側の沼山峠 - 御池では専用の有料バスが運行される。
起点～鎌田交差点（片品村鎌田）間は国道120号と、また起点～鎌田交差点～大清水小屋付近（片品村戸倉）間は国道401号との重複区間であるため、沼田市内に単独区間は存在しない。なお国道401号も尾瀬を縦断する形で路線が指定されているが、こちらは片品村戸倉・大清水小屋付近（国道401号との重複区間末端）から檜枝岐村燧ケ岳（国道352号交点）間は未供用区間とされており、この間は（供用中の道路としては）県道1号沼田檜枝岐線の単独区間となっている。

### 路線データ
- 起点 : 群馬県沼田市上之町（上之町交差点＝国道120号、国道401号、群馬県道62号沼田大間々線交点）
- 終点 : 福島県南会津郡檜枝岐村燧ケ岳（国道352号交点）
- 重要な経過地：利根郡片品村[3]
- 総延長 : 68.8017km（群馬県区間 : 55.6937km[4]、福島県区間 : 13.108km[5]）
  - 実延長 : 22.1675 km（群馬県区間 : 9.0595 km[4]、福島県区間 : 13.108 km[5]）
    - 自動車交通不能区間の延長 : 7.0185 km（群馬県区間 : 3.5025 km[4]、福島県区間 : 3.516 km[5]）

  - 重用延長 : 46.6342 km（群馬県区間 : 46.6342 km[4]、福島県区間 : 0 km[5]）
  - 未供用延長 : 0 km（群馬県区間 : 0 km[4]、福島県区間 : 0 km[5]）

## 歴史
- 1954年（昭和29年）1月20日 - 建設省（現・国土交通省）告示第16号が公布され、群馬県道沼田若松線、福島県道若松沼田線の一部、福島県道内川田島線が主要地方道沼田田島線に指定される。
- 1959年（昭和34年）9月18日：群馬県より現・道路法に基づき、前身路線にあたる県道沼田尾瀬ヶ原線（沼田市 - 利根郡片品村、整理番号1）が路線廃止される[6]。
- 1965年（昭和40年） : 御池 - 沼山峠間の工事が自衛隊によって着工される。
- 1970年（昭和45年） : 御池 - 沼山峠間が開通される。
- 1971年（昭和46年）5月 : 一ノ瀬 - 岩清水間の工事が開始される。
- 1971年（昭和46年）8月 : 自然保護運動の高まりを受け、環境庁の要請で一ノ瀬 - 岩清水間の工事が中止される。
- 1974年（昭和49年）11月12日 - 政令第354号が公布され、主要県道沼田田島線の一部が一般国道352号に指定される
- 1976年（昭和51年）4月1日 - 建設省告示第935号が公布され、主要県道沼田田島線の一部が主要地方道沼田檜枝岐線に指定される。
- 1976年（昭和51年）10月12日 : 群馬県より、主要県道沼田檜枝岐線（群馬県沼田市 - 福島県南会津郡檜枝岐村、整理番号1）として路線認定される[3][4]。
- 1976年（昭和51年）11月16日 : 本路線（福島県区間）が認定される[7]。
- 1981年（昭和56年）4月30日 - 政令第153号が公布され、一般国道401号が指定される。
- 1993年（平成5年）5月11日：建設省から、主要県道沼田檜枝岐線が沼田檜枝岐線として主要地方道に再指定される[8]。
- 1994年（平成6年）4月1日 - 福島県が県道番号を「17」から「1」へ変更。

## 路線状況

### 通称
- 尾瀬往還
- 沼田街道
- 日本ロマンチック街道（起点 - 片品村鎌田・鎌田交差点）
- 椎坂バイパス（沼田市白沢町生枝 - 利根町大原）
- 奥利根ゆけむり街道（沼田市利根町平川・平川交差点 - 片品村戸倉）
- 土出戸倉バイパス（片品村）

### 重複区間
- 国道120号（起点 - 片品村鎌田・鎌田交差点）
- 国道401号（起点 - 片品村戸倉・大清水小屋付近）

### 道路施設

#### 道の駅
- 道の駅白沢（沼田市白沢町平出）

#### トンネル
- 椎坂白沢トンネル（沼田市白沢町生枝 - 利根町園原）
- 椎坂利根トンネル（沼田市利根町園原）

## 地理

### 通過する自治体
- 群馬県
  - 沼田市
  - 利根郡片品村
- 福島県
  - 檜枝岐村

### 交差する道路

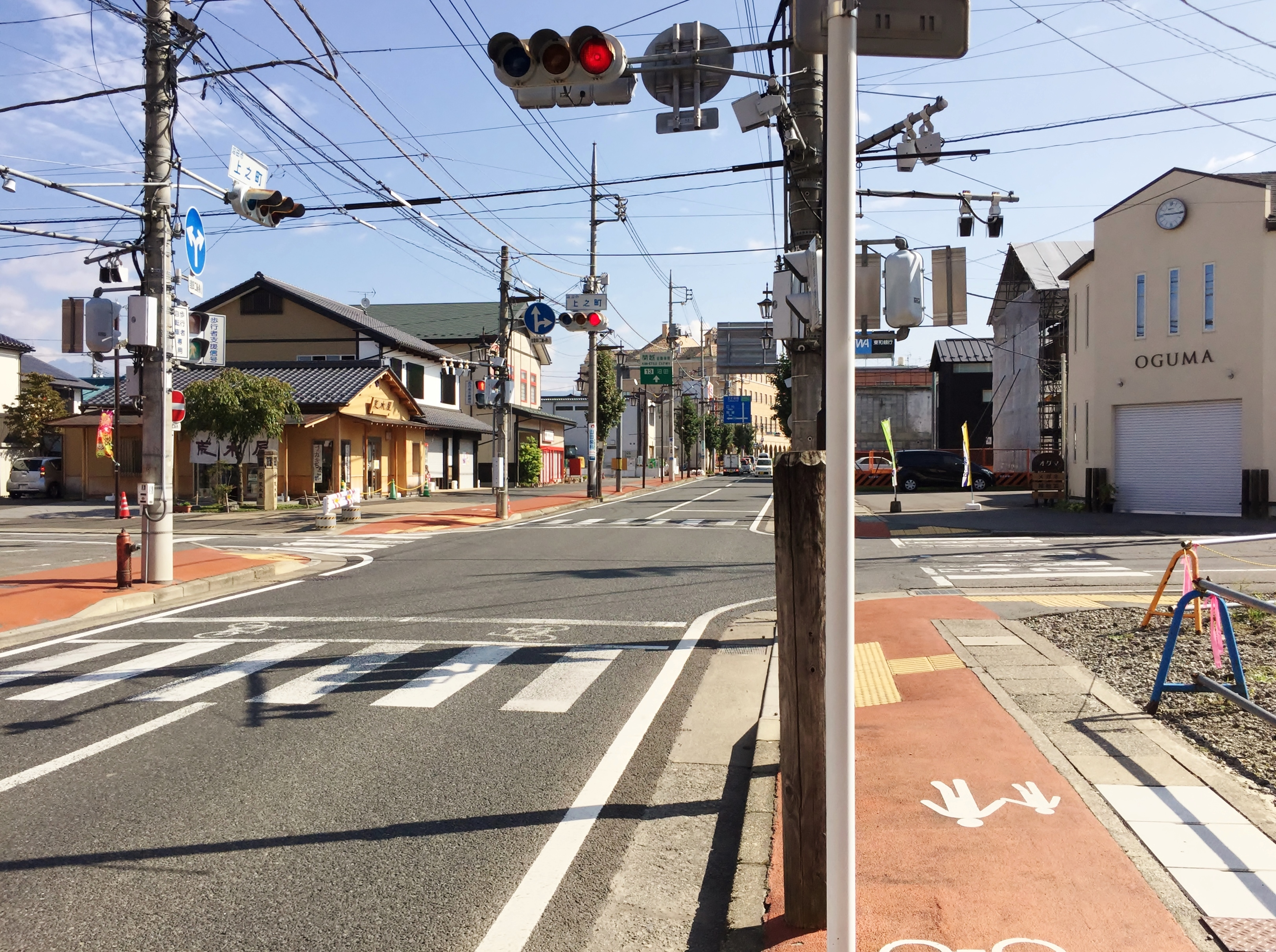
沼田市・上之町交差点
（起点、2015/平成27年9月）
県道62号の起点でもある。↑方向が国道120号・国道401号・県道1号、↓方向が国道120号・国道401号、→方向が県道62号、←方向が市道である。

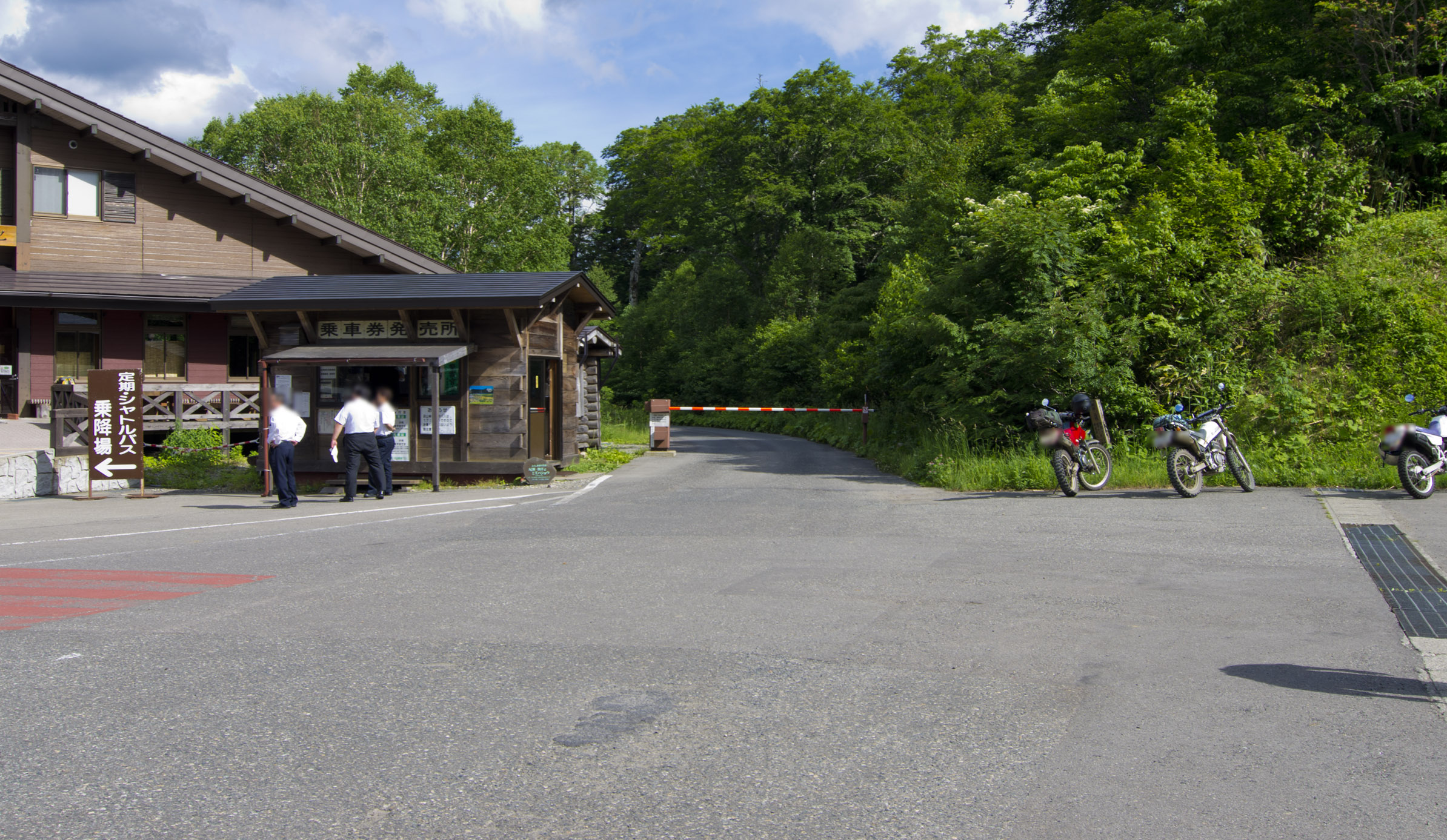
御池にて当県道方面をみる

- 国道120号上（国道401号重複）・群馬県道62号沼田大間々線（起点）
- 群馬県道266号上発知材木町線（沼田市材木町・材木町交差点）
- 関越自動車道（沼田IC、沼田市桜町/上原町）※IC（沼田I.C交差点）にて関越道と直接接続する
- 関越自動車道（上原跨道橋、沼田市桜町/上原町）※跨道橋により関越道をまたぐ
- 群馬県道64号平川横塚線、群馬県道255号下久屋渋川線（沼田市下久屋町・下久屋町交差点）
- 群馬県道263号富士山横塚線（沼田市久屋原町）
- 群馬県道267号日向南郷大原線（沼田市利根町大原）
- 群馬県道277号老神温泉線（沼田市利根町高戸谷・老神温泉入口交差点）
- 群馬県道64号平川横塚線（沼田市利根町平川・平川交差点）
- 国道120号（片品村鎌田・鎌田交差点）※起点からここまで重複
- 群馬県道63号水上片品線（片品村戸倉）
- 国道401号（未供用区間）（片品村戸倉・大清水小屋付近）※国道401号（供用区間）は起点からここまで重複
- （自動車交通不能区間）
- 国道352号（終点）

### 交差する河川
- 白沢川（沼田市白沢町高平 - 白沢町生枝）
- 数取川（沼田市白沢町生枝）
- 片品川（吹割大橋、沼田市利根町高戸谷 - 利根町追貝）
- 泙川（沼田市利根町追貝 - 利根町平川）
- 大立沢川（沼田市利根町平川 - 片品村下平）
- 小川（大滝調整池）（尾瀬大橋、片品村鎌田）
- 片品川（太田橋、片品村越本）
- 片品川（尾瀬古仲橋、片品村土出）
- 片品川（戸倉大橋、片品村戸倉）
- 一ノ瀬川（三平橋、片品村戸倉）
- （自動車交通不能区間）

### 沿線にある施設など
- 沼田市役所（沼田市西倉内町）
- 沼田市立沼田小学校（沼田市西倉内町）
- 群馬県立沼田女子高等学校（沼田市東倉内町）
- 群馬県立沼田高等学校（沼田市西原新町）
- 沼田市立沼田中学校（沼田市東原新町）
- 沼田市立沼田東小学校（沼田市東原新町）
- 群馬県立沼田特別支援学校（沼田市東原新町）
- 沼田警察署（沼田市上原町）
- 上久屋発電所貯水池（沼田市久屋原町）
- 沼田市立白沢中学校（沼田市白沢町高平）
- 沼田市立白沢小学校（沼田市白沢町高平）
- 沼田市立利根小学校（沼田市利根町大原）
- 沼田市立利根中学校（沼田市利根町追貝）
- 吹割の滝（沼田市利根町追貝）
- 群馬県立尾瀬高等学校（沼田市利根町平川）
- 片品村役場（片品村鎌田）
- 片品温泉（片品村越本）
- 片品村立片品小学校（片品村土出）
- 尾瀬戸倉温泉（片品村戸倉）
- （自動車交通不能区間）
  - 尾瀬沼（片品村戸倉/檜枝岐村燧ケ岳）